# هنئ بن بلي
هنئ بن بلي هو رجل من العرب القدماء يعود أصله إلى قضاعة وهو هنئ بن بلي بن عمرو بن إلحاف بن قضاعة، وهو الابن الثاني لبلي بن عمرو بن الحاف بن قضاعة أما الابن الأول لبلي هو فران بن بلي، وينحدر من نسل هنئ صحابة وصحابيات ممن ناصروا الرسول محمد.

## اسمه ونسبه
هنئ بن بلي والنسبة منه الهنوي :- هو هنئ بن بلي بن عمرو بن الحاف بن قضاعة بن عمرو بن مرة بن زيد بن مالك بن حمير بن سبأ بن يشجب بن يعرب بن قحطان.[بحاجة لمصدر]

## أخوة هنئ بن بلي
لهنئ أخ واحد هو فران بن بلي والنسبة إليه الفراني، من نسله صحابة وصحابيات ممن ناصروا الرسول صلى الله عليه وسلم مثل الصحابي المجذر بن ذياد الفراني قتل شهيدا يوم أحد، والصحابي يزيد بن ثعلبة الفراني شهيد العقبتين، والصحابي طلحة بن عبيد الله الفراني وقد قال له النبي «اللهم القي طلحة وأنت تضحك إليه وهو يضحك إليك».

## الصحابة من هنئ بن بلي «الهنوي»
1. النعمان بن عمرو بن عبيد بن وائلة بن حارثة بن ضبيعة بن حرام بن جعل بن عمرو بن جشم بن وذم بن ذبيان بن هميم بن هنئ بن بلي، بدري، عقبي.
2. أبو بردة بن نيار بن عمرو بن عبيد بن عمرو بن كلاب بن دهمان بن غنم بن ذهل بن هميم بن هنى بن بلي، بدري.
3. زيد بن أسلم بن عدي بن العجلان بن حارثة بن ضبيعة بن حرام بن جعل بن عمرو بن جشم بن وذم بن ذبيان بن هميم بن ذهل بن هنى بن بلي، بدري.
4. ثابت بن أقرم بن ثعلبة بن عدي بن العجلان، بدري، قتله طليحة بن خويلد في أيام الردة
5. عبدة بن معتب بن الجد بن العجلان، شهد أحداً؛ وابنه، شريك بن عبدة، هو شريك بن السحماء.
6. معن بن عدي بن الجد بن العجلان؛ وابن عمهم، عبد الله بن سلمة بن مالك بن الحارث بن عدي بن العجلان بدري، قتل يوم أحد.[3]